# De gelukkige prins
De gelukkige prins is een oorspronkelijk sprookje van de Iers-Engelse schrijver Oscar Wilde. Het voor kinderen geschreven verhaal werd gepubliceerd in de bundel De gelukkige prins en andere verhalen uit 1888. Deze bundel bevat verder de verhalen De nachtegaal en de roos, De egoïstische reus, De toegewijde vriend en De opmerkelijke raket.
Wilde las zelf de verhalen voor aan zijn kinderen Cyril en Vyvyan uit zijn eigen exemplaar, dat, door hem gesigneerd, werd verkocht, samen met andere zaken uit zijn bezit, ten tijde van zijn eerste proces. Het document bevindt zich momenteel in de Hyde-collectie in New Jersey.

## Verhaal
Op een hoge pilaar staat in een stad een beeld van een prins. Deze prins leidde ooit een zorgeloos leven in Sanssouci en werd vereeuwigd in een prachtig standbeeld, geheel voorzien van bladgoud, een robijn in het gevest van zijn zwaard en twee saffieren als ogen. Een zwaluw die, vanwege een dwaze verliefdheid op een rietstengel, vergeten is op tijd naar het zuiden af te reizen, nestelt zich aan de voet van het beeld. Hij (of zij) constateert dat de prins droevig is en besluit hem te helpen door op zijn verzoek verschillende arme lieden in de stad te helpen door hun het robijn uit zijn zwaard, de saffieren uit zijn ogen en uiteindelijk ook het bladgoud te schenken. Na zijn laatste actie bezwijkt de trouwe zwaluw van kou en uitputting, waarop het hart van de prins breekt. Het stadsbestuur besluit het vervallen beeld om te smelten. Het hart wil echter niet smelten in het vuur van de smid en belandt op de vuilnishoop, naast de restanten van de zwaluw. Als God aan een van zijn engelen vraagt Hem de twee mooiste en trouwste zaken uit de stad te brengen, blijken dat het hart van de prins en de vergane zwaluw...

## Trivia
Het verhaal werd in 1913 als toneelstuk opgevoerd in het Chicago Little Theatre. Een van de vele audio-opnames werd verzorgd door Orson Welles, met Bing Crosby in de rol van de prins.